# Буди (Львівський район)
Бу́ди — село в Україні, у Львівському районі Львівської області. Населення становить 287 осіб. Орган місцевого самоврядування — Рава-Руська міська рада.

## Історія
До середини XIX ст. Буди були присілком села Кам'янки-Волоської. Складаються з присілків Сідельники, Лисини, Білути, Закали, Бадани, Бобики, Ромахи, Банахи, Підчехи.